# جکسون (اوهایو)
جکسون(به انگلیسی: Jackson) شهری در ایالت اوهایو کشور ایالات متحده آمریکا است که جمعیت آن در سرشماری سال ۲۰۱۰ میلادی، ۶٬۳۹۷ نفر بوده‌است.